# Saint-Sernin-sur-Rance
Saint-Sernin-sur-Rance (okcitansko Sent Sarnin) je naselje in občina v južnem francoskem departmaju Aveyron regije Jug-Pireneji. Leta 2009 je naselje imelo 675 prebivalcev.

## Geografija
Kraj leži v pokrajini Rouergue ob reki Rance 60 km jugozahodno od Millaua.

## Uprava
Saint-Sernin-sur-Rance je sedež istoimenskega kantona, v katerega so poleg njegove vključene še občine Balaguier-sur-Rance, La Bastide-Solages, Brasc, Combret, Coupiac, Laval-Roquecezière, Martrin, Montclar, Montfranc, Plaisance, Pousthomy, Saint-Juéry in La Serre s 3.447 prebivalci.
Kanton Saint-Sernin-sur-Rance je sestavni del okrožja Millau.